# Горно Егри
Горно Егри (на македонска литературна норма: Горно Егри) е село в община Битоля на Северна Македония.

## География
Селото се намира на 580 m надморска височина в областта Пелагония, югоизточно от Битоля. Землището му е слято с това на Средно Егри.

## История
В XIX век Горно Егри е село в Битолска кааза на Османската империя. В 1845 година руският славист Виктор Григорович минава през селото и описва Егри в „Очерк путешествия по Европейской Турции“ като българско село. Според статистиката на Васил Кънчов („Македония. Етнография и статистика“) от 1900 година Горно Егри има 120 жители, от тях 70 българи християни и 50 арнаути мохамедани.
На Етнографската карта на Битолския вилает на Картографския институт в София от 1901 година Горно Егри е чисто турско село в Битолската каза на Битолския санджак с 40 къщи.
Цялото население на селото е под върховенството на Българската екзархия. По данни на секретаря на екзархията Димитър Мишев („La Macédoine et sa Population Chrétienne“) в 1905 година в Горно Егри има 80 българи екзархисти.
При избухването на Балканската война в 1912 година 2 души от Егри (Горно, Долно и Средно) са доброволци в Македоно-одринското опълчение.
В 1914 година в селото има само 42 жители. По време на Първата световна война селото е изселено.
В началото на XXI век има остатъци само от две къщи.

## Личности
Родени в Егри
- Божин Ильо от Егри, българин, православен, арестуван преди април 1904 година, обвинен, че „с цел да върши бунтовничество, дръзнал да събира помощ за комитета чрез закани и натиск върху селското население“, затворен с решение на Централния следствен отдел, лежал в Битолския затвор, амнистиран с общата амнистия от 12 април 1904 година[7]
- Лазар Алекса от Егри, българин, православен, арестуван преди април 1904 година, обвинен, че „с цел да върши бунтовничество, дръзнал да събира помощ за комитета чрез закани и натиск върху селското население“,[7] затворен с решение на Централния следствен отдел, лежал в Битолския затвор, амнистиран с общата амнистия от 12 април 1904 година[8]
- Никола Егрийски (1853 – 1904), български хайдутин и революционер
- Петре Лазаров, доброволец в четата на Иван Атанасов – Инджето през Сръбско-българската война в 1885 година, от Егри[9]
- Ристе Коте от Егри, българин, православен, арестуван преди април 1904 година, обвинен, че „с цел да върши бунтовничество, дръзнал да събира помощ за комитета чрез закани и натиск върху селското население“, затворен с решение на Централния следствен отдел, лежал в Битолския затвор, амнистиран с общата амнистия от 12 април 1904 година[8]

Починали в Егри
- Стоян Ристевски (1914 – 1944), югославски партизанин и деец на НОВМ